# آلفرد دبلیو مک کوی
آلفرد دبلیو مک کوی (انگلیسی: Alfred W. McCoy؛ زادهٔ ۸ ژوئن ۱۹۴۵) تاریخ‌نگار اهل ایالات متحده آمریکا است.

## افتخارات
وی همچنین برندهٔ جوایزی همچون برنامه فولبرایت شده‌است.